# Strzelectwo na Letnich Igrzyskach Olimpijskich 1896
Strzelectwo na Letnich Igrzyskach Olimpijskich 1896 było jedną z dyscyplin rozgrywanych w ramach pierwszych nowożytnych igrzysk olimpijskich. Rywalizowano w pięciu konkurencjach, w których najwięcej medali zdobyli strzelcy greccy (9).

## Medaliści
| Konkurencja                                      | Złoto               | Srebro            | Brąz              |
| Karabin wojskowy, 200 m (szczegóły)              | Pandelis Karasewdas | Pawlos Pawlidis   | Nikolaos Trikupis |
| Karabin dowolny, trzy postawy, 300 m (szczegóły) | Jeorjos Orfanidis   | Joanis Frangudis  | Viggo Jensen      |
| Pistolet szybkostrzelny, 25 m (szczegóły)        | Joanis Frangudis    | Jeorjos Orfanidis | Holger Nielsen    |
| Pistolet wojskowy, 25 m (szczegóły)              | John Paine          | Sumner Paine      | Nikolaos Morakis  |
| Pistolet dowolny, 30 m (szczegóły)               | Sumner Paine        | Holger Nielsen    | Joanis Frangudis  |

## Klasyfikacja medalowa
| Miejsce | Państwo           | Złoto | Srebro | Brąz | Razem |
| ------- | ----------------- | ----- | ------ | ---- | ----- |
| 1       | Grecja            | 3     | 3      | 3    | 9     |
| 2       | Stany Zjednoczone | 2     | 1      | 0    | 3     |
| 3       | Dania             | 0     | 1      | 2    | 3     |